# Carl Gustav Rehnskiöld

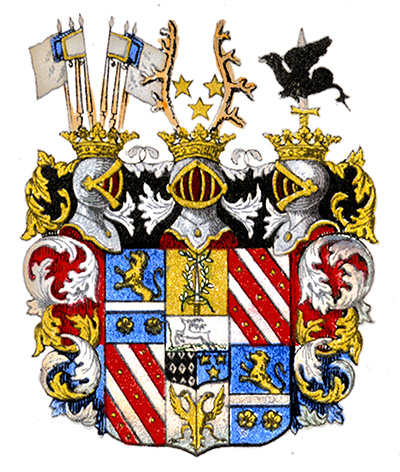
Erb hraběte Rehnskiölda. Převládající částí erbu je běžící sob. Nad ním vzpřímený meč obklopený vavřínovými věnci, symbolizující vítězství u Fraustadtu

Hrabě Carl Gustav Rehnskiöld  (6. srpna 1651 Stralsund – 29. ledna 1722) byl švédský polní maršál ( Fältmarskalk ) a královský rada. Byl hlavním vojenským poradcem švédského krále Karla XII. a sloužil jako jeho zástupce vrchního velitele švédské armády, měl na starosti vzdělávání a rozvoj. Následkem porážky v bitvě u Poltavy strávil několik let v ruské zajetí. Za své služby v armádě získal titul hraběte.

## Životopis
Carl Gustav Rehnskiöld se narodil ve Stralsundu ve Švédském Pomořansku. Jeho rodiči byli vládní rada Pomořanska Gerdt Antoniison Rehnskiöld (1610–1658) a jeho manželka Birgitta Torskeskål. Předci jeho otce pocházeli z Vestfálska a jejich sídlem byl hrad Rehne v severní části provincie Münsterland. Jeho otec byl původně písař státní správě a později působil ve službách u samotného švédského krále Gustava Adolfa II. Jeho schopnosti měly za následek zlepšení švédské armády během třicetileté války. V roce 1639 byl jeho otec povýšen královnou Kristinou do šlechtické stavu a změnil si jméno z Keffenbrinck na švédský znějící Rehnskiöld. Carl Gustav byl osmým z jedenácti dětí. Po otcově smrti v roce 1658 se jeho a dvou bratrů a dvou sester ujali opatrovníci Philip Christoff von der Lancken a Joachim Cuhn von Owstien, kteří byli blízcí přátelé otce. Carl Gustav a jeho sourozenci neměli dostatek finančních prostředků, které částečně způsobil jejich otec a částečně byly způsobeny spory o dědictví mezi sourozenci a třetí otcovou manželkou vdovou Annou Catharinou Gärffeltovou. Výchovu Carla Gustava a jeho nedospělých sourozenců převzal jejich švagr Anders Appelman. Carl Gustav Rehnskiöld se věnoval domácímu vzdělávání, ve 20 letech nastoupil na university v Lundu. Zde studoval teologii, historii, jazyky a filozofii. Zúčastnil se přednášek s historikem a filozofem Samuelem von Pufendorfem, který si všiml nadšení vnímavého studenta a snažil se jej dovzdělávat. Carl Gustav přepsal Pufendorfovo dílo: Einleitung zur Historie der vornehmsten Reichen und Staaten in Europa (vytištěno ve Frankfurtu až v roce 1682), obohatil přepis o Pufendorfovy osobní poznámky.

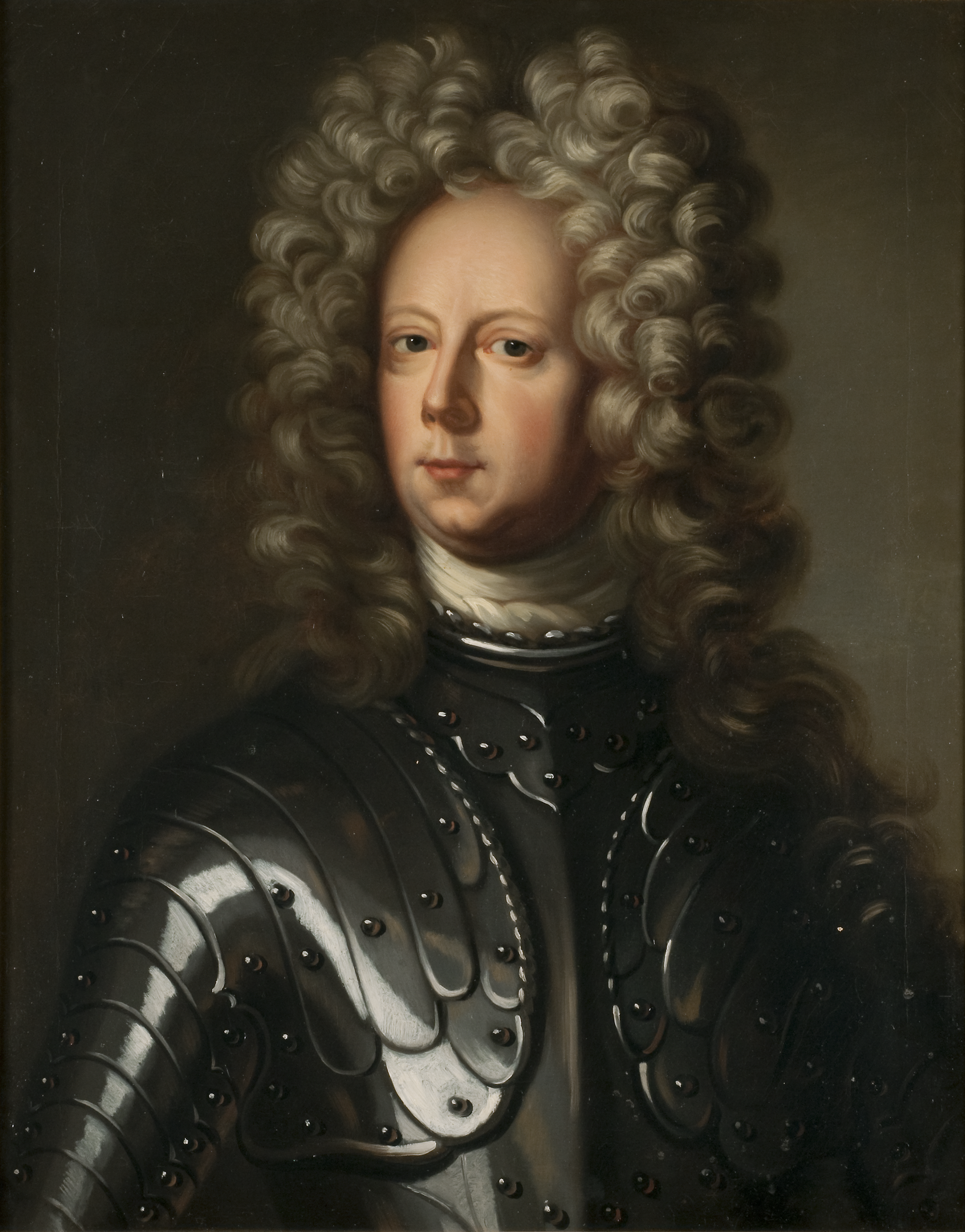
Carl Gustaf Rehnskiöld

## Kariéra v armádě

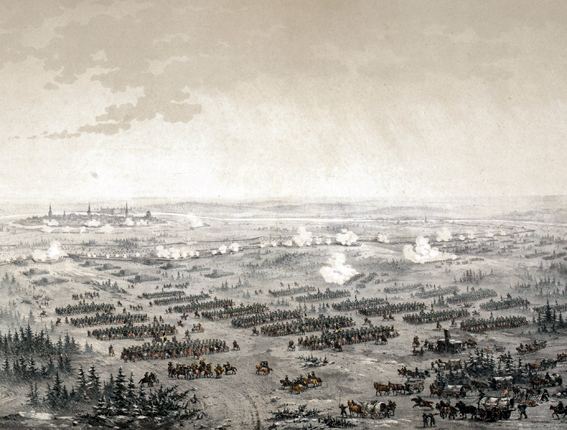
bitva u Narvy 1700

V roce 1673 vstoupil do švédské armády, nejprve působil pod velením kapitána Reinholda Anrepa v pluku Närke-Värmland. V následujícím roce byl jmenován poručíkem v pluku královny vdovy Hedviky Eleonory Holštýnsko-Gottorpské. V roce 1675 přešel k Upplandskému pluku a v roce 1676 se stal důstojníkem pěšího pluku - Svea livgarde.
V roce 1676 se účastnil ve Skånské válce svého první vojenského tažení u města Tostebro proti dánské armádě. Následně se účastnil bitev u Halmstandu, Lundu, Landskrony. Poté byl povýšen na rytmistra. V bitvě u Lundu převzal velení pluku a byl povýšen na majora díky své statečnosti. V roce 1677 se stal podplukovníkem. Následně sloužil na norské frontě v provincii Bohuslän. V roce 1679 byla s Dánském podepsána mírová smlouva a švédská armáda byla demobilizována. V roce 1690 až 1692 působil v Nizozemí jako pozorovatel a vojenský instruktor. Po návratu do Švédska byl jmenován generálem kavalerie. V opatství Herrevad a Ljungbyhed organizoval pro svůj pluk rozsáhlé výcvikové aktivity a tvrdě pracoval na tom, aby byl jeho pluk dobře vybavený a připraven k boji. Pod jeho vedením se stal jeho pluk (Skanska husarregementet) vzorovým plukem ve švédské kavalérii. V roce 1697 získal od krále Karla XII. titul barona a byl jmenován generálním guvernérem provincie Skåne, poté byl povýšen na generálporučíka jezdectva. V rámci armády se zasloužil o rozvoj bojové taktiky, která sama vycházela z útočné taktiky navržené Gustavem Adolfem, Johanem Banérem a Karlem X. Gustavem . V roce 1701 se stal hlavním vojenským poradcem švédského krále.

### Vojenský stratég
Byl obhájce vojenské taktiky, kdy měla být pěchota organizována do praporů po 600 vojácích, jedna třetina měli být pikenýři a dvě třetiny mušketýři. Po salvě z blízka měl následovat rychlý pochod s hroty a tasenými meči. Jízda by byla rozdělena na roty po 125 jezdcích, které by se postupně seskupily v klínové formace s plnou rychlostí. Tato taktika byla v příkrém kontrastu s kontinentálním vzorem, který obhajoval protiútok během taktiky střelby a karakoly. Švédské jednotky měli pocházet ze stejné oblasti, aby se tak vytvářely silné vazby mezi vojáky a důstojníky. Přísná disciplína a vysoká morálka mezi jednotkami by byla udržována prostřednictvím křesťanského náboženství a věrnosti a přísaze králi na standartu pluku.
Dokončil vojenské rozdělení provincie Skåne a měl za úkol stanovit plán obrany království před nadcházející válkou s Dánskem. Dánsko mělo napjaté vztahy s vévodstvím Holštýnsko-Gottorpským na jihu, které bylo součásti Švédska. Carl Gustav Rehnskiöld prosazoval, aby každá provincie byla bráněna svými vlastními přidělenými pluky. Východní provincie měly být posíleny o finské pluky, dále měly být zřízené vojenské pevnosti, které by střežily poddůstojnické pluky. Pro zvládnutí úspěšné obrany muselo Švédsko ovládnout Baltské moře. Z důvodu toho, že ve švédské armádě neexistovaly dragounské pluky, rozhodl se zřídit svůj vlastní pluk. Ze svého pluku chtěl udělat elitní jednotku bojující po boku krále, která by byla sestavena z vojáku z pevninského Švédska.

### Velká severní válka
V roce 1697 se oženil s Elisabeth Funck. V roce 1699 se manželům narodila dcera, která zemřela v následujícím roce. V roce 1700 začala Velká severní válka, jeho armáda po krátkém působení v dánské provincii Zéland zamířila na pobaltskou frontu, kde ruská armáda obléhala švédskou základnu Narva. V bitvě u Narvy bylo ruské vojsko poraženo, osobně spolu se švédským králem vedl útok. V roce 1702 až 1703 vedl polské tažení proti polskému králi Augustu II. V létě roku 1705 převzal velení armády ve Velkopolsku, skládající se z asi 10 000 mužů. Měl za úkol chránit krále Karla XII. a zadní část švédské hlavní armády před Augustem II. a jeho saskou hlavní armádou. Saské síly zahrnovaly celkem 25 000 mužů včetně ruských posil. V roce 1706 zvítězil bitvě u Fraustadtu nad sasko-ruským vojskem, po bitvě bylo údajně zmasakrováno 500 ruských zajatců. Následoval přesun přes Slezsko a obsazení Saska. Téhož roku byla podepsána mezi Švédském a Saskem Altranstädtská smlouva. V roce 1707 zaútočila švédská armáda na Rusko. Carl Gustav byl jedním z velitelů, vrchním velitelem byl samotný švédský král. Švédsko donutilo Rusko po několika bitvách, které neměly jasného vítěze k taktickému ústupu. Ruský car Petr I. Veliký volil raději taktiku spálené země. Po přezimování se rozhodlo ruské vojsko zaútočit na švédská vojska u Poltavy. V bitvě u Poltavy v roce 1709 zvítězila ruská vojska na švédskými. Carl Gustav Rehnskiöld byl zajat. V roce 1718 byl propuštěn z ruského zajetí. Po propuštění byl členem královské rady. Zemřel v roce 1722 na následky šrapnelu způsobeného během ruského tažení.